# البطولة العربية للناشئين والناشئات لألعاب القوى 2008
البطولة العربية للناشئين والناشئات لألعاب القوى 2008 هي النسخة الثالثة عشرة من المسابقة الدولية لألعاب القوى لأقل من 20 رياضياً من الدول العربية . تم ذلك في الفترة ما بين 20-23 يونيو في رادس في تونس - وهي المرة الثانية التي تستضيف فيها البطولة. تم التنافس في 44 مسابقة لألعاب القوى 22 منها للرجال و 22 للسيدات. 
تصدرت الدولة المضيفة تونس جدول الميداليات بثلاثة عشر ميدالية ذهبية من بين 45 ميدالية - أي أكثر من ثلث الإجمالي المعروض. كان السودان بشكل مريح الدولة التالية الأكثر نجاحًا ، حيث حصل على 11 ميدالية ذهبية وما مجموعه 20 وتلاه مصر التي حصلت على سبع ميداليات ذهبية وعشر ميداليات. حصلت كل من سوريا والبحرين على ثلاث ميداليات ذهبية في حين كانت قطر هي الدولة الوحيدة الأخرى التي وصلت إلى رقمين برصيد عشر ميداليات. وصلت اثنتا عشرة دولة من الدول الثلاث عشرة المشاركة إلى طاولة الميداليات وكانت فلسطين هي الدولة الوحيدة التي لم تفوز. المغرب والجزائر وهما من أهم دول ألعاب القوى في المنطقة كانت غائبة.
فاز ستة رياضيين بميداليات فردية متعددة. جمعة فايزة عمر من السودان كانت صاحبة البطولة حيث فازت بسباق 400 متر و100 متر و400 متر حواجز وحصلت على المركز الثاني في سباق 200 متر وحصلت على الميدالية الفضية والذهبية في التتابع مع السودان. اكتسحت زميلتها أمينة بخيت أحداث المسافات المتوسطة بثلاثمائة متر / 1500 متر / 3000 متر وشاركت أيضًا في ميداليات التتابع. سوداني آخر ، عثمان يحيى عمر ، حصل على 800/1500   م مضاعفة على جانب الرجال. كانت هناك الزوجي في كل من الرجال والنساء قصيرة سباقات السرعة ، مع الإماراتي عمر جمعة السالفة وسوريا غفران محمد اتخاذ الزوجي. أعلنت التونسية يسرى بلخير عن مزيج غير عادي من الأحداث على شكل قبو نسائي وثب الثلاثي .
استمر رمية الرمح إيهاب عبد الرحمن السيد الذي حطم الرقم القياسي للبطولة في رادس في الحصول على ميدالية في بطولة العالم للناشئين 2008 في ألعاب القوى بعد أسبوعين.  هناك لاعب مصري آخر وهو الوصيف علاء الدين العشري كان لا يزال صغيراً بحلول وقت بطولة العالم للناشئين 2010 في ألعاب القوى ووصل إلى المنصة هناك.  لا يزال ثلاثة رياضيين صغار في فئة الشباب واستمروا في الفوز بميدالية في بطولة العالم للشباب عام 2009 في ألعاب القوى : عوض الكريم مكي ، محمد أحمد المناعي وحميد منصور . 

## النتائج
*   البلد المضيف ( تونس)
| المرتبة | فريق                     | ذهبية | فضية | برونزية | المجموع |
| ------- | ------------------------ | ----- | ---- | ------- | ------- |
| 1       | تونس*                    | 13    | 17   | 15      | 45      |
| 2       | السودان                  | 11    | 5    | 4       | 20      |
| 3       | مصر                      | 7     | 3    | 0       | 10      |
| 4       | سوريا                    | 3     | 3    | 2       | 8       |
| 5       | البحرين                  | 3     | 1    | 2       | 6       |
| 6       | قطر                      | 2     | 4    | 4       | 10      |
| 7       | الكويت                   | 2     | 1    | 4       | 7       |
| 8       | الإمارات العربية المتحدة | 2     | 1    | 0       | 3       |
| 9       | السعودية                 | 1     | 6    | 2       | 9       |
| 10      | الأردن                   | 0     | 2    | 3       | 5       |
| 11      | ليبيا                    | 0     | 1    | 4       | 5       |
| 12      | عمان                     | 0     | 0    | 2       | 2       |
| المجموع | المجموع                  | 44    | 44   | 42      | 130     |